# 吳尚諭
吳尚諭（？年—1796年），湖南澧州直隸州安鄉縣人，乾隆四十二年丁酉科舉人，乾隆五十二年大挑，署井研縣知縣。乾隆五十二年署馬邊廳通判，乾隆五十六年任四川鄰水縣知縣。同年任蒼溪縣知縣，嘉慶元年隨軍辦事軍營，不辭勞瘁病故，歷署資陽、江北等處，解組後卜居岳池縣。